# إدوارد ديسرواسير
إدوارد ديسرواسير هو سياسي كندي، ولد في 26 أغسطس 1934 في مونتريال في كندا. نشط حزبياً في الحزب الكندي التقدمي المحافظ. وقد انتخب عضو مجلس العموم الكندي.